# Miss Saigon
Miss Saigon là một vở nhạc kịch sáng tác bởi Claude-Michel Schönberg và Alain Boublil, lời do Richard Maltby, Jr.. Công diễn lần đầu tiên tại Nhà hát Hoàng Gia, Drury Lane, tại London vào ngày 20 tháng 9 năm 1989, và đóng cửa vào ngày 30 tháng 10 năm 1999 sau 4264 buổi trình diễn. Vào ngày 11 tháng 4 năm 1991, vở nhạc kịch này được trình diễn tại Nhà hát Broadway tại Thành phố New York, và đóng cửa ngày 28 tháng 1 năm 2001, sau 4092 buổi trình diễn.
Miss Saigon là vở nhạc kịch hiện đại phỏng theo vở opera Madame Butterfly của Giacomo Puccini, là một câu chuyện cảm động xoay quanh cuộc tình đau khổ giữa một cô gái người Việt bị bỏ rơi bởi chàng trai người yêu phương Tây. Lấy bối cảnh là Sài Gòn trong thập niên 1970 trong thời kỳ Chiến tranh Việt Nam, và hai nhân vật chính là cô gái quán bar Sài Gòn và một anh lính người Mỹ.
Cảm hứng được lấy từ một tấm ảnh được Schönberg vô ý tìm thấy trong một tạp chí. Trong bức ảnh, một người mẹ Việt Nam đưa đứa con của mình ở sân bay Tân Sơn Nhất lên máy bay đi Mỹ nơi cha đứa trẻ, một người cựu lính Mỹ, sẽ có khả năng cho bé một cuộc sống đầy đủ hơn. Schönberg cho rằng hành động của người mẹ dành cho con mình chính là "sự hi sinh tối thượng". Đây là yếu tố chủ đạo của vở kịch.
Miss Saigon là một trong những ảnh hưởng lớn của châu Âu lên sân khấu Broadway trong thập niên 1980, cùng với các vở nhạc kịch khác như Bóng ma trong nhà hát, Cats và Những người khốn khổ (nhạc kịch).

## Lịch sử vở diễn
Từ buổi đầu, Miss Saigon đã được công diễn thành công tại nhiều thành phố trên thế giới trong đó có Stuttgart và Toronto, nơi nhiều nhà hát mới được thiết kế dành riêng cho buổi diễn, Tháng 12/1994 buổi biểu diễn ở London trở thành vở nhạc kịch được công diễn lâu nhất của Nhà hát hoàng gia (Drury Lane), vượt qua kỷ lục của vở My Fair Lady.
Từ khi được công diễn ở Broadway năm 1991, vở nhạc kịch được ca tụng rộng rãi như vở nhạc kịch hay nhất trong năm, thành công cả về lợi nhuận và được giới phê bình khen ngợi. Vở kịch đã phá nhiều kỷ lục Broadway về số vé được bán trước, giá vé cao nhất $100, và thu lại đầu tư dưới 39 tuần. Mặc dù nhận được nhiều giải thưởng và ca ngợi, vở kịch đã mất giải Vở nhạc kịch hay nhất trong năm 1989/90 Laurence Olivier Awards vào tay Return to the Forbidden Planet tại London và năm 1991, mất giải Tony Awards vào tay vở Will Rogers Follies.

## Tóm tắt nội dung
Bối cảnh Miss Saigon diễn ra từ năm 1975 đến 1978.
Chuyện kể về tình yêu giữa Chris, một chàng lính Hải quân Hoa Kỳ, phục vụ cho đại sứ quán ở Sài Gòn trong những ngày thành phố sắp thất thủ năm 1975, và Kim, một cô gái trẻ người Việt, mồ côi bởi chiến tranh, bắt buộc phải đến làm tại một quán bar/nhà chứa ở Sài Gòn. Hoàn cảnh đã khiến hai người qua đêm cùng nhau, sau đó yêu nhau thắm thiết mặc cho sự e ngại ban đầu. Những biến cố đêm sơ tán người Mỹ khỏi Sài Gòn đã khiến Chris lạc mất Kim, và anh bắt buộc phải trở lại Mỹ. Ba năm sau đó, hai người vẫn luôn trăn trở, nhớ về người yêu.
Song song với chuyện tình giữa Chris và Kim, câu chuyện còn đề cập tới nhân vật Kỹ Sư, một ông "tú bà", chủ của Kim. Hắn mơ ước được sang Mỹ để sống giấc mơ Mỹ, nhưng sau khi chiến tranh kết thúc, tham vọng của hắn bị đập tan dưới chính phủ mới ở Việt Nam. Kỹ Sư, Kim và bé Tâm (con trai của Kim và Chris) vượt biên sang Thái Lan. Tại đây ba người bắt buộc phải quay lại nghề mại dâm để kiếm sống.
Sau ba năm Chris đã cưới một phụ nữ Mỹ tên Ellen. John, bạn cũ thời chiến của anh, nay đang làm trong tổ chức trợ giúp những đứa con lai có cha Mỹ bị bỏ rơi tại Việt Nam, đã báo tin cho anh Kim còn sống sót, và đã sinh cho anh một đứa con. Hai người đoàn tụ ngắn ngủi ở Bangkok, và Kim được biết người yêu mình đã có vợ và (tương tự như tình tiết trong Madame Butterfly), cô đã tự vẫn để đảm bảo cho đứa con trai hai tuổi của mình có một cuộc sống tốt đẹp hơn với cha ở Mỹ.

## Bài nhạc

### Màn I
- "Overture" / "Backstage Dreamland"
- "The Heat is On in Saigon"
- "The Movie in My Mind"
- "The Transaction"
- "The Dance"
- "Why, God, Why?"
- "This Money's Yours"
- "Sun and Moon"
- "The Telephone Song" / "Asking For Leave"
- "The Deal"
- "The Wedding Ceremony"
- "Thuy's Arrival" / "Thuy's Intervention"
- "Last Night of the World"
- "The Morning of the Dragon"
- "I Still Believe"
- "Back in Town" / "Coo-Coo Princess"
- "Thuy's Death" / "You Will Not Touch Him"
- "This is the Hour"
- "If You Want to Die in Bed"
- "Let Me See His Western Nose" / "Kim & Engineer"
- "I'd Give My Life for You"
- "Exodus"

### Màn II
- "Entr'acte"
- "Bui Doi"
- "The Revelation"
- "What a Waste"
- "Please"
- "Chris is Here"
- "Kim's Nightmare"
- "Fall of Saigon"
- "Sun and Moon" (Reprise)
- "Room 317"
- "Now That I've Seen Her" (Original production "Her or Me") / "Maybe"
- "The Confrontation"
- "Paper Dragons"
- "The American Dream"
- "This is the Hour" / "Little God of My Heart" (Reprise)
- "Finale"

## Giải thưởng

### Giải Tony
Miss Saigon dẫn đầu giải Tony năm 1991 với 10 đề cử. Mặc dù được tiên đoán sẽ giành giải Nhạc kịch xuất sắc nhất, nhưng bị vở nhạc kịch Mỹ The Will Rogers Follies giành hết phần lớn các giải quan trọng. Mặc dù Lea Salonga, Jonathan Pryce và Hinton Battle đều giành được giải thưởng, nhưng đêm trao giải này bị coi là một trong những cuộc chiếm ngôi lớn nhất trong lịch sử nhạc kịch.
Miss Saigon được đề cử và giành những giải Tony sau trong năm 1991
| Hạng mục                                                            | Kết quả   |  |
| ------------------------------------------------------------------- | --------- |  |
| Best Musical                                                        | Đề cử     |  |
| Best Book of a Musical                                              | Đề cử     |  |
| Best Original Score                                                 | Đề cử     |  |
| Best Performance by a Leading Actor in a Musical cho Jonathan Pryce | Đoạt giải |  |
| Best Performance by a Leading Actress in a Musical cho Lea Salonga  | Đoạt giải |  |
| Best Performance by a Featured Actor in a Musical cho Hinton Battle | Đoạt giải |  |
| Best Performance by a Featured Actor in a Musical cho Willy Falk    | Đề cử     |  |
| Best Scenic Design                                                  | Đề cử     |  |
| Best Choreography                                                   | Đề cử     |  |
| Best Direction of a Musical                                         | Đề cử     |  |
| Best Lighting Design                                                | Đề cử     |  |

### Các giải thưởng khác
- 1991 Drama Desk Award Outstanding Actor in a Musical (Jonathan Pryce) (đoạt giải)
- 1991 Drama Desk Award Outstanding Actress in a Musical (Lea Salonga) (đoạt giải)
- 1991 Drama Desk Award Outstanding Orchestration (Willian D. Brohn) (đoạt giải)
- 1991 Drama Desk Award Outstanding Lighting Design (David Hersey) (đoạt giải)
- 1991 Theatre World Award (Lea Salonga) (đoạt giải)[1]

## Những vấn đề gây tranh cãi
Miss Saigon nhận được chỉ trích từ cộng đồng châu Á tại Mỹ vì những vấn đề phân biệt chủng tộc. Ban đầu, Pryce và Burns, hai diễn viên da trắng nhận đóng vai người lai châu Âu/Á, phải dùng phấn màu đồng, lắp mí mắt giả để trông có nét châu Á hơn  điều này đã làm một số người nổi giận, so sánh với "minstrel show". Lời hát trong một số bài của Miss Saigoncũng khá nhạy cảm đối với nhiều người châu Á, như lúc nhân vật Kỹ Sư hát "Greasy chinks make life so sleazy/ in the States I'll have a club that's four-starred" (trong bài Giấc mơ Mỹ - American Dream) và "Why was I born of a race that thinks only of rice and hates entrepreneurs?" (trong bài Nếu muốn chết trên giường - If You Want to Die in Bed). Ngoài ra, Miss Saigon còn rập khuôn và lược giản thái quá chân dung phụ nữ châu Á như những người chỉ biết chịu đựng, hoặc lẳng lơ. China Doll. Miss Saigon, giống như vở Madame Butterfly, cũng là một ví dụ điển hình về chủ nghĩa phương Đông trong nghệ thuật phương Tây.

## Đoàn diễn viên ban đầu tại London
- Jonathan Pryce - Kỹ sư
- Lea Salonga - Kim
- Simon Bowman - Chris
- Peter Polycarpou - John
- Claire Moore - Ellen
- Isay Alvarez - Gigi
- Keith Burns - Thuy
- Monique Wilson Cô gái quán Bar Mimi
- Alvin Cousins - Tâm

## Trích dẫn
1. 1 2  "Internet Broadway Database" 
http://www.ibdb.com/production.asp?ID=4639
2. ↑  Schönberg, Claude-Michel. "This Photograph was for Alain and I the start of everything..." Lưu trữ ngày 21 tháng 8 năm 2011 tại Wayback Machine, tháng 10 năm 1995.
3. ↑  http://www.newsun.com/asians.html
4. ↑  "The Official Website of the Tony Awards," www.tonyawards.com
5. ↑  Steinberg, Avi. "Group targets Asian stereotypes in hit musical," Boston Globe, Lưu trữ ngày 30 tháng 4 năm 2012 tại Wayback Machine tháng 1 năm 2005.
6. 1 2  Behr, Edward, and Mark Steyn. The Story of Miss Saigon. New York: Arcade Publishing, 1991.
7. ↑  Mervyn Rothstein, "Union Bars White in Asian Role; Broadway May Lose 'Miss Saigon'," New York Times, 8 August 1990, A1.